# 帯広の森陸上競技場
帯広の森陸上競技場（おびひろのもりりくじょうきょうぎじょう）は、北海道帯広市にある陸上競技場。帯広の森運動公園にあり、各種競技会やスポーツ教室などに利用されている。

## 施設
- 利用期間：4月1日から10月31日
- 利用時間：9:00 - 17:00（季節により最大19:00）

競技場
- 日本陸上競技連盟公認（第2種）1周400 m
- 8レーン（ホームストレート 9レーン）
- 全天候型ウレタントラック
- フィールド（105 m×68 m）サッカー・ラグビー競技可能
- 管理棟
  - 1階／事務室、放送室兼写真判定室、役員室、更衣室、シャワー室、器具庫、身障者用トイレ
  - 2階／スタンド、写真判定塔（18.225m)

補助競技場
- 250 m
- 6レーン
- クレー舗装
- 公認ハーフマラソンコース（21.0975 km 帯広の森陸上競技場と北基松往復）